# Jüdischer Friedhof (Wattenscheid)

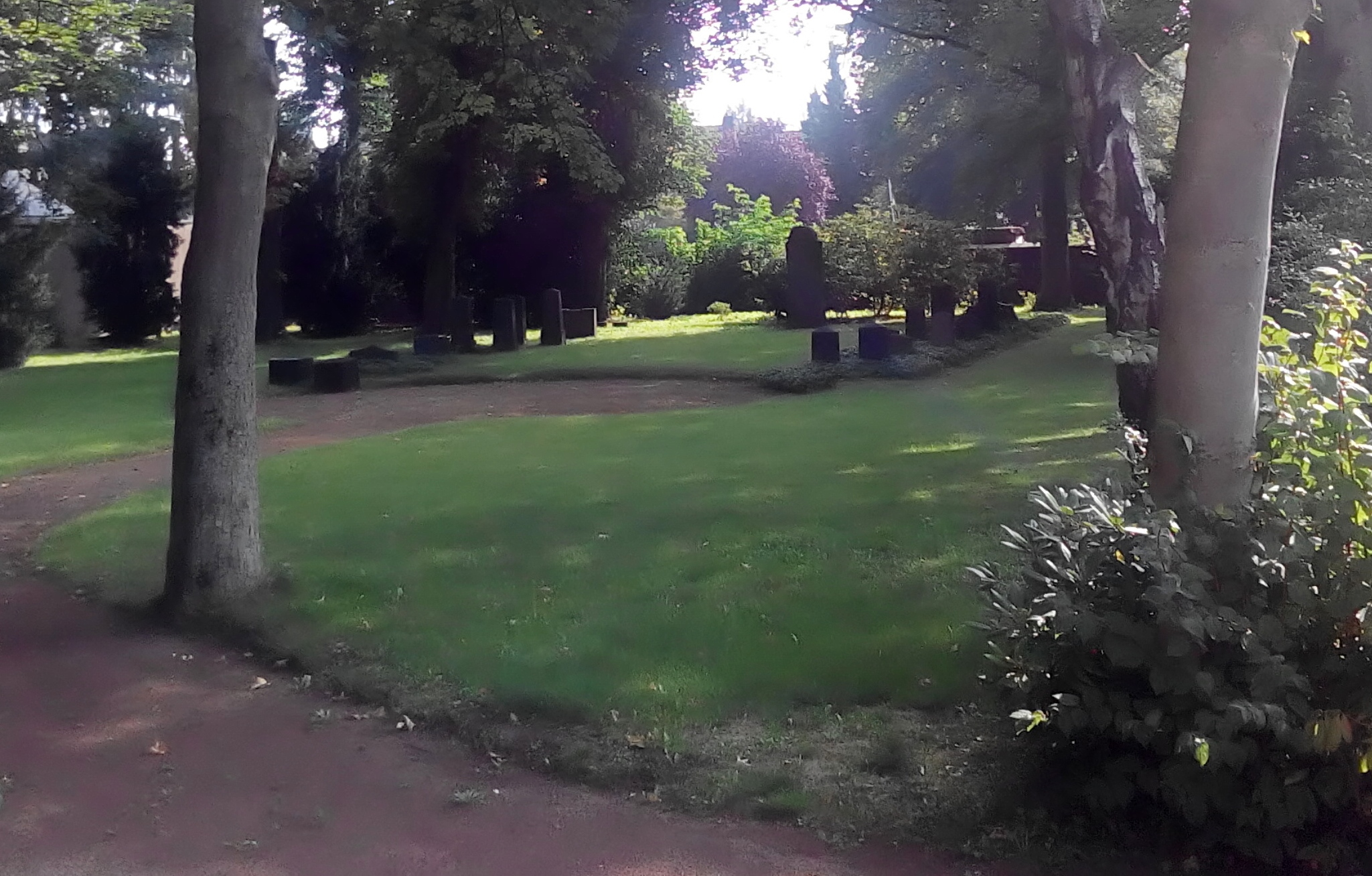
Jüdischer Friedhof in Wattenscheid (2017)

Der Jüdische Friedhof der ehemaligen Stadt Wattenscheid, heute Stadtbezirk von Bochum, befindet sich an der Bochumer Straße. Er besteht seit dem 17. Jahrhundert. Die Gräber wurden von den Nationalsozialisten im Zweiten Weltkrieg zerstört und das Areal als Abladeplatz für den Trümmerschutt von Gebäuden benutzt. Nach dem Kriegsende wurden ehemalige führende Nationalsozialisten gezwungen, das Friedhofsgelände eigenhändig zu räumen. 21 Grabsteine (Mazewot) konnte man bei einem Steinmetz sicherstellen. 1972 errichtete die Stadt Wattenscheid einen Gedenkstein auf dem Friedhof.